# Temprana de Cereixido
Temprana de Cereixido es el nombre de una variedad cultivar de manzano (Malus domestica). Esta manzana es originaria de Galicia, está cultivada en la colección de árboles frutales y banco de germoplasma de Mabegondo con el Nº 369; ejemplares procedentes de esquejes localizados en Santiago de Cereixido, parroquia del municipio de Fonsagrada (Lugo).

## Sinónimos
- "Manzana Temprana de Cereixido",[4][5]
- "Maceira Temprana de Cereixido".

## Características
El manzano de la variedad 'Temprana de Cereixido' tiene un vigor medio. Tamaño grande y porte erguido.
Época de inicio de brotación a partir del 20 de abril y de floración a partir del 15 de mayo.
Las hojas tienen una longitud del limbo de tamaño corto, con la máxima anchura del limbo es ancha. Longitud de las estípulas es media y la máxima anchura de las estípulas desconocido. Denticulación del borde del limbo es biserrado, con la forma del ápice del limbo acuminado y la forma de la base del limbo es obtuso. Con subestípulas ausentes.
Sus flores tienen una longitud de los pétalos desconocido, con una anchura de los pétalos desconocido, disposición de los pétalos desconocido, con una longitud del pedúnculo desconocido.
La variedad de manzana 'Temprana de Cereixido' tiene un fruto de tamaño desconocido, de forma desconocido, de color desconocido, con chapa desconocido. Epidermis con pruina en su superficie y con presencia de cera. Sensibilidad al "russeting" (pardeamiento áspero superficial que presentan algunas variedades) desconocido. Con lenticelas de tamaño pequeño.
Los sépalos están dispuestos de forma variable, y superpuestos en su base; su fosa calicina es profunda y de una anchura estrecha. Pedúnculo de grosor estrecho y de longitud largo, siendo la cavidad peduncular de una profundidad media y de anchura estrecha. Con pulpa de color desconocido, cuya firmeza es desconocido y su textura es desconocido; su jugosidad es desconocido, con sabor desconocido.
Época de maduración y recolección desconocido. 'Temprana de Cereixido' es una manzana que su destino es la conservación de esta variedad en el banco de germoplasma de Mabegondo como reserva genética.

## Susceptibilidades
- Oidio: no presenta
- Moteado: no presenta
- Raíces aéreas: no presenta
- Momificado: no presenta
- Pulgón lanígero: no presenta
- Pulgón verde: ataque débil
- Araña roja: no presenta
- Chancro del manzano: no presenta.[3]